# Erzbistum La Serena

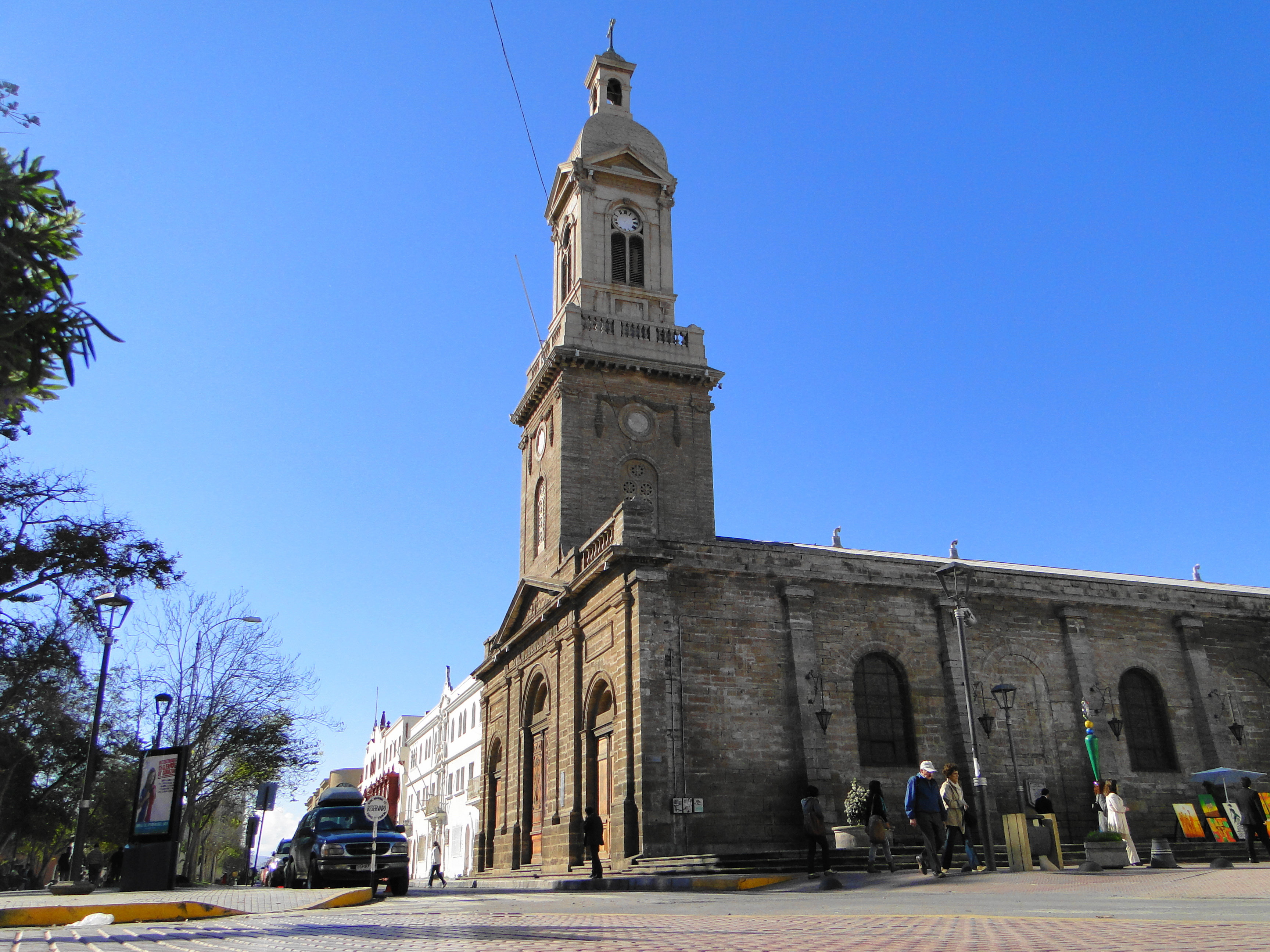
Kathedrale von La Serena

Das Erzbistum La Serena (lat.: Archidioecesis Serenensis, span.: Arquidiócesis de La Serena) ist eine in Chile gelegene Erzdiözese der römisch-katholischen Kirche mit Sitz in La Serena.

## Geschichte
Das Bistum La Serena wurde am 1. Juli 1840 durch Papst Gregor XVI. mit der Päpstlichen Bulle Ad Apostolicae Fastigium aus Gebietsabtretungen des Erzbistums Santiago de Chile errichtet und diesem als Suffraganbistum unterstellt.
Am 29. Mai 1939 wurde das Bistum La Serena durch Papst Pius XII. mit der Apostolischen Konstitution Quo Provinciarum zum Erzbistum erhoben. Am 9. November 1946 gab das Erzbistum La Serena Teile seines Territoriums zur Gründung der Apostolischen Administratur Copiapó ab. Das Erzbistum La Serena gab am 30. April 1960 Teile seines Territoriums zur Gründung der Territorialprälatur Illapel ab.

## Bischöfe

### Bischöfe von La Serena
- 1842–1851 José Agustín de la Sierra Mercado
- 1853–1868 Justo Donoso Vivanco
- 1868–1887 José Manuel Orrego Pizarro
- 1890–1909 Florencio Eduardo Fontecilla Sánchez
- 1909–1917 Ramón Angel Jara Ruz
- 1918–1925 Carlos Silva Cotapos, dann Bischof von Talca
- 1925–1939 José María Caro Rodríguez

### Erzbischöfe von La Serena
- 193900000 José María Caro Rodríguez, dann Erzbischof von Santiago de Chile
- 1940–1942 Juan Subercaseaux Errázuriz
- 1943–1967 Alfredo Cifuentes Gómez
- 1967–1983 Juan Francisco Fresno Larraín, dann Erzbischof von Santiago de Chile
- 1983–1990 Bernardino Piñera Carvallo
- 1990–1997 Francisco José Cox Huneeus
- 1997–2013 Manuel Gerardo Donoso Donoso SS.CC.
- 2013–0000 René Osvaldo Rebolledo Salinas